# Cops (sèrie de la FOX)
Cops és un programa de televisió de l'emissora estatunidenca FOX que segueix amb càmeres als policies d'unes 140 ciutats dels Estats Units.
Actualment va per la vintena temporada d'emissió als Estats Units i és tota una referència de la cultura americana i un referent a la nit del dissabte. El dia 11 de novembre del 2007, el programa arribarà als 700 episodis. Ha estat nominada 4 vegades als Emmys i va guanyar els American Television Award l'any 1993.